# 以色列航太工業
以色列航太工業有限公司（英語：Israel Aerospace Industries Ltd.），簡稱IAI，是以色列的國營航太和國防工業製造商。2006年11月6日前稱為以色列飛機工業有限公司 （Israel Aircraft Industries Ltd.）。

## 產業

### 民航系統
- 客改貨
  - 波音737-300/400/700/800
  - 波音747-200/400
  - 波音767-200/300
  - 波音777-300
- 針對便攜式防空飛彈的紅外對抗系統

### 商務噴射機

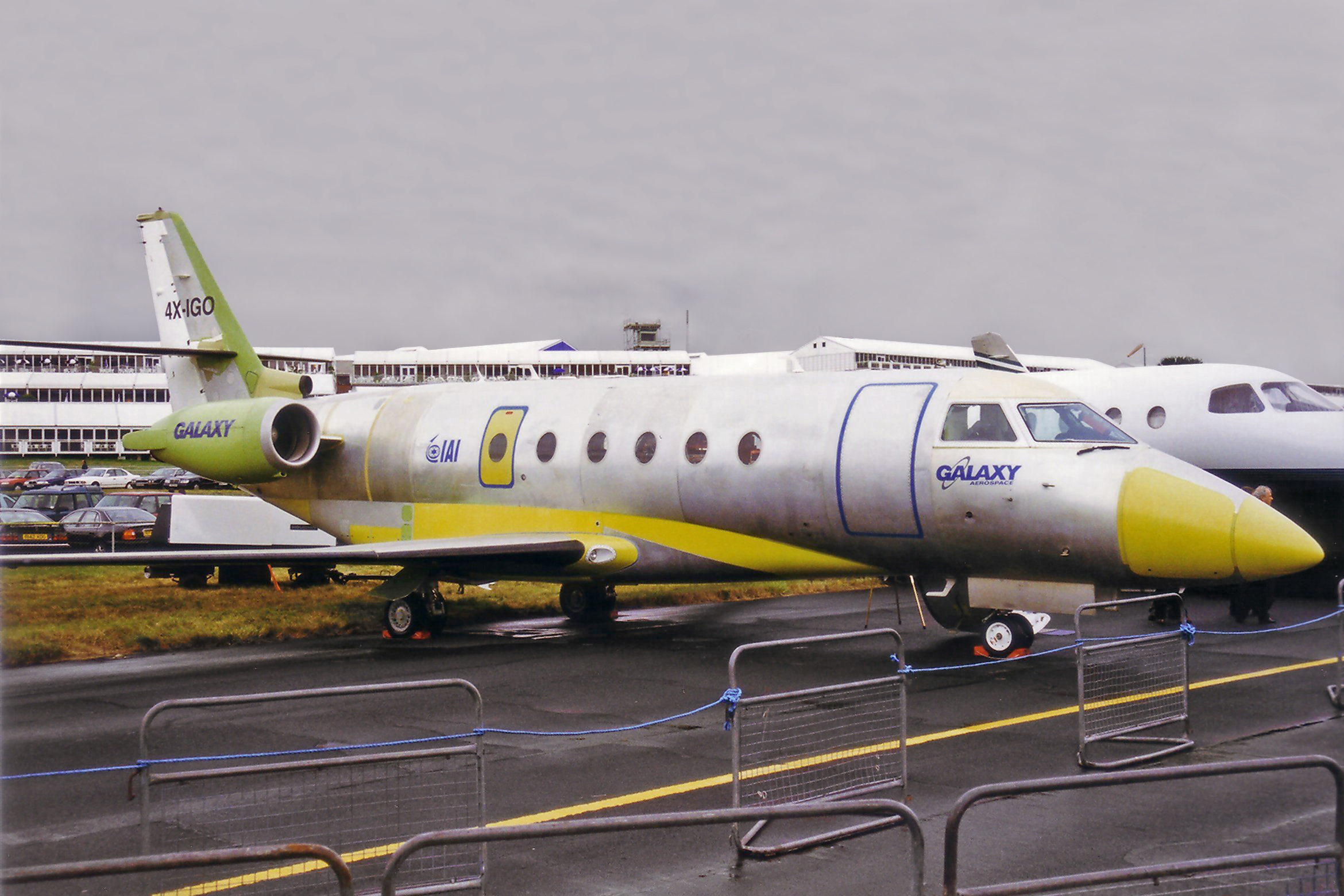
以色列飛機工業銀河

- 以色列飛機工業西風
- 灣流G100（以色列飛機工業阿斯特拉）/灣流G150
- 灣流G200（以色列飛機工業銀河）
- 灣流G280（灣流G250）
- 以色列飛機工業反嘴鹊（項目中止）

### 軍用飛機

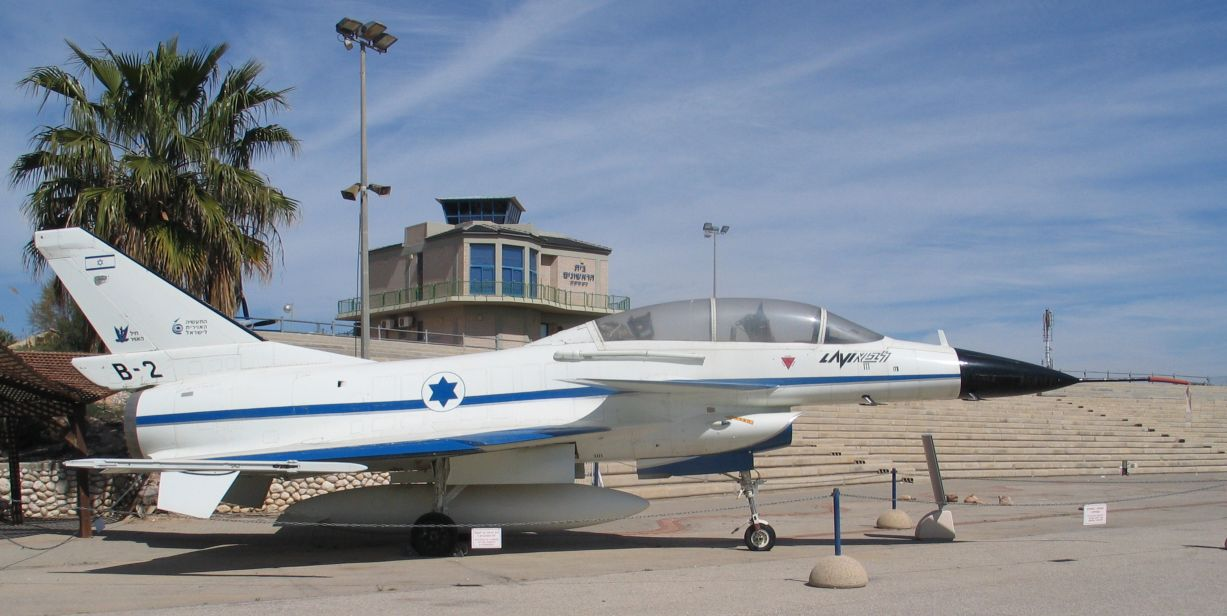
獅式戰鬥機

- 阿拉瓦運輸機
- 幼獅戰鬥機
- 獅式戰鬥機

### 海上系統
- 毒蜂級快速巡邏艇

### 無人機

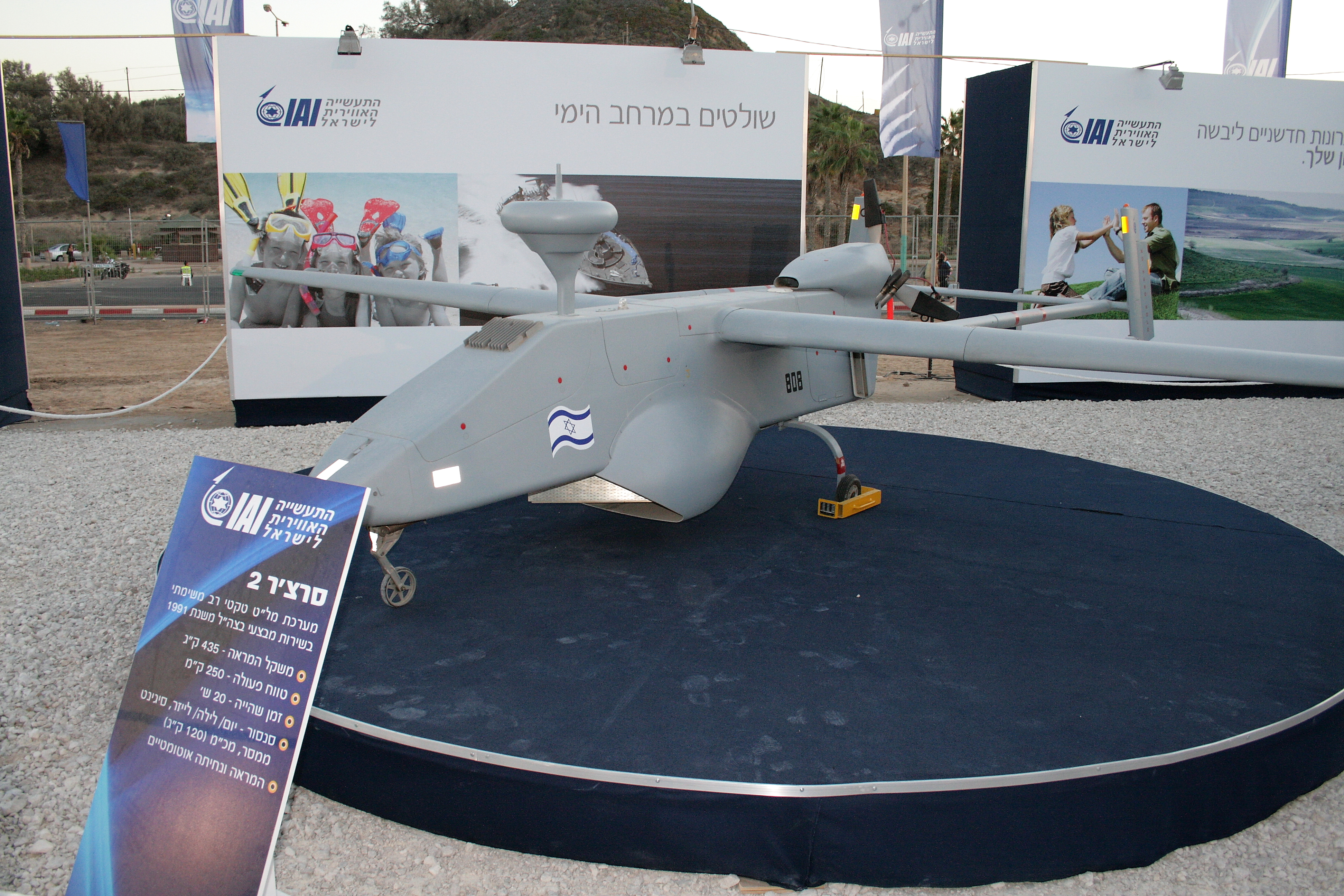
搜索者2

- 哈比無人機
- 哈洛普自殺式無人機
- 搜索者偵察機
- IAI豹

### 飛彈系統

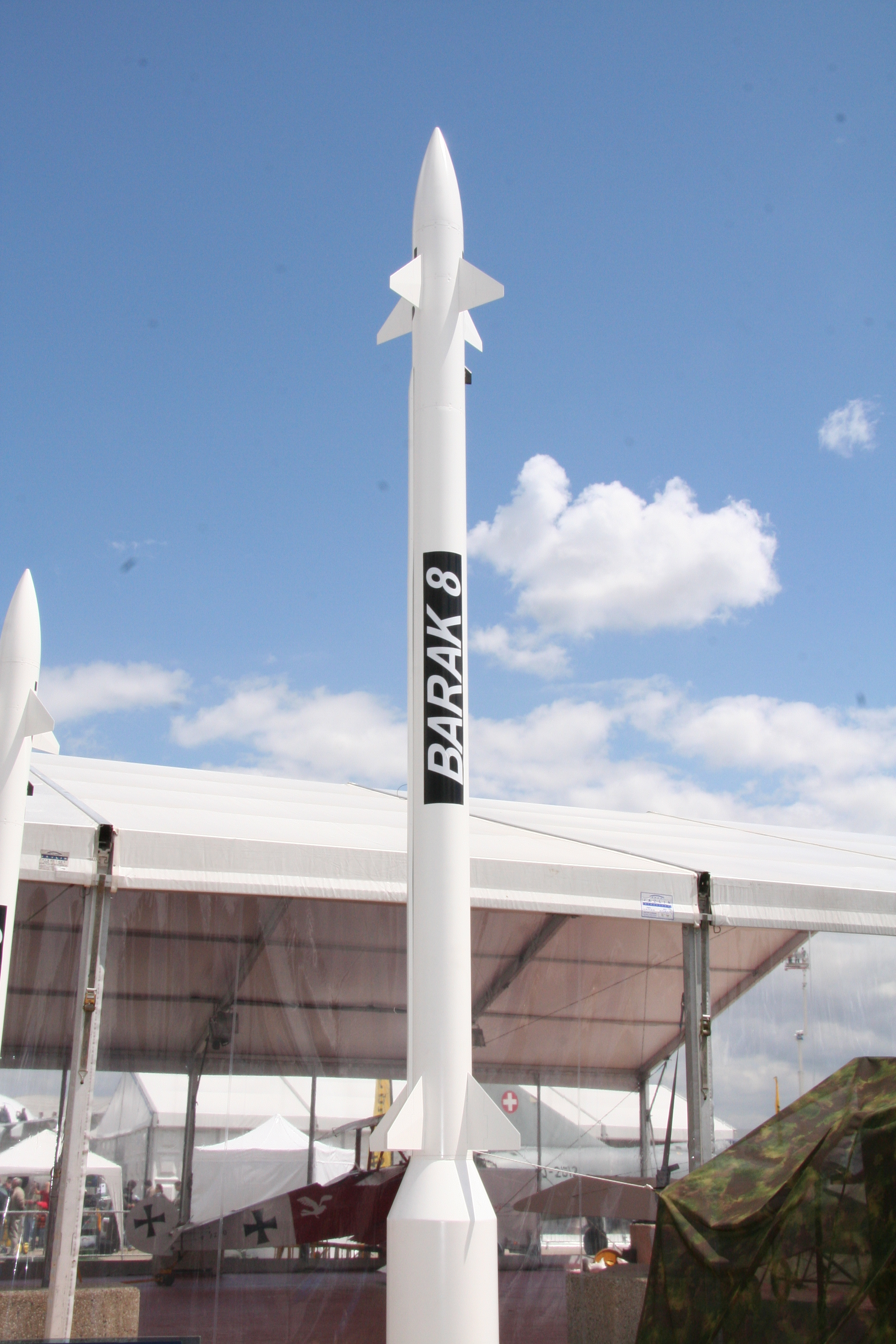
閃電-8飛彈

- 飛箭三型
- 閃電-1飛彈
- 閃電-8飛彈
- 天使飛彈
- 鐵穹防禦系統
- 拉哈特反坦克飛彈

### 太空

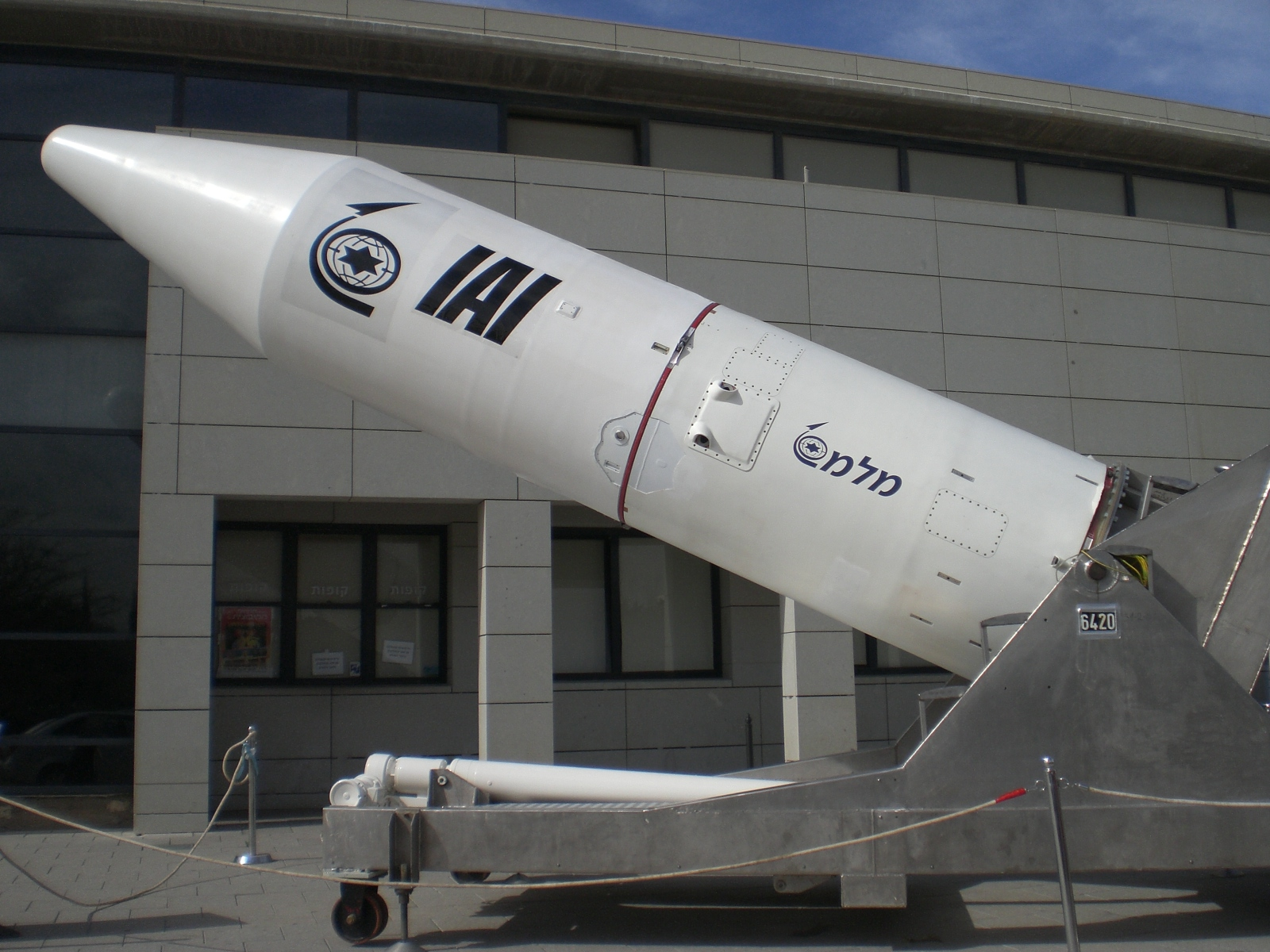
沙維特運載火箭第三級

- 沙維特系列運載火箭
- 地平線 (衛星)